# Marleen Mutsaers
Marleen Mutsaers (Goirle, 8 augustus 1964 - 31 december 2012) was een Nederlands auteur van tienerboeken. In 1994 trouwde ze met Van Heumen en kreeg twee zonen. Ze kreeg in 2006 borstkanker, wat haar inspireerde een boek voor tieners te schrijven over een ouder die kanker krijgt. Dit werd Het monster van mama, geschreven vanuit de ogen van een tienjarige. In 2008 kreeg dit boek een vervolg met Knobbelmonsters en ander gespuis. Omwille van dit werk kwam ze ook in contact met Belgische uitgeverij Clavis..
Ze heeft eerder werk in eigen beheer uitgegeven, het communieboekje "Tussen drie en vijf" (2004) en het sprookje "Geen tien maar elf" (2006/2009/2011). Verder schreef ze columns voor een aantal websites.